# John Claudius Beresford
John Claudius Beresford (23 octobre 1766 - 20 juillet 1846) est un député conservateur du Royaume-Uni représentant la ville de Dublin en 1801-1804 et le comté de Waterford de 1806 à 1811. 

## Jeunesse
À partir de 1783, Beresford sert de magasinier pour le port de Dublin. Il est ensuite nommé à la Sinécure d'inspecteur général des exportations et des importations. Son père, John Beresford, le désigne comme député de l'arrondissement familial de Swords à la Chambre des communes irlandaise en 1790. En 1798, il est réélu à Dublin, aidé par sa position dans le port et en tant qu'associé dans une grande banque de Dublin et membre de Dublin Corporation. 

## La rébellion
Au cours de la rébellion des Irlandais unis de 1798, Beresford dirige un bataillon yeoman qui combat les rebelles avec une férocité particulière. Dans une école d'équitation à Dublin, il dirige les flagellations au moyen desquelles des preuves sont extorquées aux United Irishmen. Il est identifié comme l'un des principaux opposants à la rébellion et les rebelles brulent délibérément les billets émis par sa banque. Sa réputation de persécuteur d'opposants politiques survit tout au long de sa carrière politique. 
Il joue un rôle de premier plan à la Chambre des communes irlandaise, où il propose sans succès la réduction de la contribution irlandaise proposée au Trésor impérial dans les débats sur l'acte d'Union. Il est jusqu'à la fin, un ardent opposant à l'union (adoptant la position opposée à celle de son père) ; le 25 janvier 1799, il démissionne de son poste au port afin de ne pas laisser entendre que ses actes sont motivés par le désir de le conserver.

## L'Union
En vertu d'une disposition de l'Acte d'Union (1800) il conserve son siège au 1er Parlement du Royaume-Uni de 1801 à 1802 sans nouvelle élection et, au Parlement de l'Union, il est partisan de William Pitt le Jeune, puis de Henry Addington. Il doit renoncer à ses intérêts financiers irlandais pour jouer un rôle à part entière dans les affaires parlementaires. Il est réélu aux élections générales de 1802, en tête du scrutin. 
Le 3 juin 1803, Beresford est le seul ancien partisan du gouvernement à l'abandonner et à soutenir une motion de censure présentée par Peter Patten, dans laquelle elle prononce un discours considéré comme "absurde" par le secrétaire en chef du Lord Lieutenant pour l'Irlande. En mars 1804, il est nommé au comité monétaire irlandais, et donc démissionne de son siège en acceptant le Escheatorship d'Ulster, une Sinécure de la Couronne.

## Impact sur la politique irlandaise
Après le décès de son père le 5 novembre 1805, il rentre au Parlement en remportant l'élection partielle pour le remplacer à la fonction de député du comté de Waterford (6 janvier 1806). Politiquement, il s'allie à la faction familiale du marquis de Waterford, sous la direction de Henry Beresford (2e marquis de Waterford). Elle a pour but d'essayer d'empêcher le gouvernement de donner le pouvoir en Irlande à la famille Ponsonby. Beresford est le principal porte-parole de son groupe lors de leurs réunions avec les ministres. 
Bien que censé entrer dans l'opposition en 1806, Beresford appuie en fait le gouvernement, car les fonds accumulés par sa banque l'obligent à obtenir le soutien du gouvernement pour obtenir des crédits. Son soutien conduit à sa réélection lors de l'élection générale de 1806 lors d'une élection disputée. Cette décision est controversée au sein du gouvernement. Le Duc de Bedford admet que Beresford est coupable de persécution, mais l'estime loyal, alors que Lord Howick estime qu’il est improbable de pouvoir compter sur lui. 
Howick a vu juste. En 1807, Beresford ne soutient pas le gouvernement et devient partisan du duc de Portland avant son accession au poste de Premier ministre plus tard dans l'année. Il est réélu sans opposition lors des élections générales de 1807. Il est cependant erratique et certains de ses discours sont considérés comme faisant plus de mal que de bien à la cause du gouvernement. Il soutient fermement le gouvernement contre la proposition d'ouvrir des négociations de paix avec la France en 1809. 
En janvier 1811, Beresford subit une nouvelle crise financière qui l'empêche de siéger au Parlement pendant quelques mois. En juin, il démissionne de son poste en tant qu'escheator of Munster, auquel lui succède son parent, le major-général William Carr Beresford. L'année suivante, Beresford tente d'obtenir une nomination au gouvernement mais il est refusé car il a déjà une bonne pension. Beresford est maire de Dublin de 1814 à 1815, où il est connu pour son "hospitalité princière", avant de se retirer de la vie publique. 